# Grimmia teretinervis
Grimmia teretinervis är en bladmossart som beskrevs av Limpricht 1884. Grimmia teretinervis ingår i släktet grimmior, och familjen Grimmiaceae. Inga underarter finns listade i Catalogue of Life.